# Refugios subterráneos de Almería
Los refugios subterráneos de Almería son una estructura ubicada en la ciudad de Almería, España, a raíz de los 52 bombardeos por aire y mar que sufrió la población, en los que cayeron un total de 754 bombas durante la guerra civil española. Esto provocó que se decidiera construir un sistema de refugios subterráneos, con más de 4 kilómetros de longitud en total, un quirófano y capacidad para albergar a unos 40 000 habitantes de la ciudad por la época. 
Fueron diseñados en 1937 por el arquitecto Guillermo Langle Rubio y rehabilitados en 2006 por el arquitecto José Ángel Ferrer. En el proyecto de Langle intervinieron también el ingeniero de minas Carlos Fernández Celaya y el ingeniero de caminos José Fornieles y se convertirían en unos de los más importantes y mejor conservados a nivel europeo. Estos refugios soportaron el principal ataque que ha sufrido la ciudad en toda su historia, el Bombardeo de Almería, en 1937. Desde 2013 forman parte de la red de Lugares de Memoria Histórica de la Junta de Andalucía.

## Historia
Nada más estallar la contienda, el gobierno de la ciudad comienza a plantearse la necesidad de la construcción de un sistema de refugios para la población civil, pero se le estimó un coste demasiado elevado para la utilidad que se le suponía. A pesar de ello, la población comenzó a construir refugios privados en diferentes puntos, con carácter provisional. También se designaron diferentes edificios públicos como improvisados lugares de refugio, tales como iglesias, la plaza de toros de Almería, locales comerciales o la Escuela de Arte de Almería.
Su historia comenzó el 22 de enero de 1937, a través de la firma de un proyecto llamado "Proyecto de Refugios Contra Bombardeos en la Ciudad de Almería". El presupuesto para su construcción se calculó en 4,5 millones de pesetas, de las que el Gobierno Central subvencionó 2 millones. Durante la construcción de estos refugios, el equipo de gobierno de la ciudad estableció un impuesto especial del 1 % sobre todas las compras para poder permitir este gasto, al que ayudó también la colaboración de partidos políticos y sindicatos, aportaciones de empresas y la mano de obra voluntaria de algunos ciudadanos. Su construcción llevó un total de 16 meses. Para comenzar las obras, se decretó la utilización de los elementos que se pudieran aprovechar del abandonado ferrocarril de Sierra Alhamilla, como las vías y las traviesas.
Tan solo existe un plano original, que se supone incompleto, con el trazado de los refugios. Es un documento impreso en papel cebolla que data del año 1937, del que se tomaron los diseños para los grabados del exterior de los refugios tras su rehabilitación.
Existían entradas privadas a los refugios, desde domicilios particulares, como el del mismo arquitecto y especialmente los de gente adinerada; pero también desde edificios de la administración y desde diferentes iglesias. Hubo alguna gente solidaria que, durante los ataques, dejaba las puertas de sus casas abiertas con una bandera negra y letreros de "REFUGIO", indicando que se disponía de una conexión al refugio, facilitando la entrada de toda la población posible.  Asimismo, se construyeron una serie de pequeños refugios en distintos puntos de la ciudad, ideados para dar cabida a los habitantes de la zona circundante. Tales refugios se podían encontrar en el interior de la Catedral, junto a la plaza de toros o a la estación de ferrocarril.
Existía un código de conducta dentro de estos refugios. De principio, estaba prohibido fumar, para evitar que el refugio se llenara de humo si la ventilación natural era incapaz de eliminarlo. Los niños no podían estar solos dentro y, además, para evitar enfrentamientos dentro, se pedía que no se hablara de política o de religión. También estaba prohibido entrar con armas, ya fueran blancas o de fuego. Una vez acabada la contienda, los refugios permanecieron abiertos por temor a la entrada de España en la Segunda Guerra Mundial, siendo finalmente cerrados en 1944 dado que se convirtieron en hogar de personas sin techo. Hasta septiembre de 1945 no se dieron por concluidas las labores de sellado de los refugios, desinfectación y desescombro de las calles.
Cuando aún no habían concluido los enfrentamientos, ya se proyectó que el uso que se daría al conjunto de refugios una vez terminada la guerra sería como alcantarillado de la urbe, algo de lo que finalmente no pudo disponer la ciudad hasta los años 1970.
Tras la clausura completa de los refugios, durante el Franquismo, estos pasadizos cayeron en el olvido hasta que fueron encontrados fortuitamente el año 2001. Así, los refugios pasaron desapercibidos para los almerienses, que durante generaciones ignoraron su existencia. 
Su hallazgo fue accidental, pues unas obras contiguas para la realización de un aparcamiento subterráneo en la cercana Rambla Obispo Orberá en el año 2001 se toparon con estas galerías.

### Rehabilitación de los Refugios
El proyecto de rehabilitación de los Refugios de José Ángel Ferrer se inició en 2004 con la intención de terminar las obras antes del los Juegos Mediterráneos de 2005 pero las dificultades encontradas durante la obra retrasaron la inauguración hasta 2006. El proyecto fue publicado en numerosas revistas a nivel nacional e internacional llegando a ser portada en algunas de ellas como Metamophosis de Stturgart o Arquitectura Ibérica de Lisboa.
Durante las obras de rehabilitación, se encontraron antiguos vestigios de época islámica. Se trataba de los restos de la antigua Puerta de Pechina, puerta de acceso al recinto amurallado de la ciudad, hoy inexistente. El suelo de la sala de espera, que da entrada a los refugios, está cubierto de cristal blindado para poder contemplar estos restos de la antigua Muralla de Jairán y algunos elementos de las tuberías de agua de aquella época que podrían dirigirse a los aljibes árabes que se encuentran a escasos metros.
En el interior de las galerías existe una mucho más antigua que algunos arqueólogos han sugerido que podría ser de época romana pero está pendiente de investigar. 
La rehabilitación de los refugios se ha completado con dos actuaciones en el exterior. En la plaza Manuel Pérez se sitúa el pabellón de acceso, que permite el control y gestión de las instalaciones y medios necesarios para el uso de los refugios, así como el control de entrada de los visitantes. En la plaza Pablo Cazard se ubica la salida mediante una escalera y un ascensor. Además, se han adecuado 3 de las antiguas entradas como salidas de emergencia.
El ayuntamiento de la ciudad tuvo que pagar una multa de 30 000 € por realizar ciertas obras en el año 2005 sin los permisos correspondientes de la Consejería de Cultura de la Junta de Andalucía.
La intención del ayuntamiento era la de terminar las remodelaciones antes del comienzo de los Juegos Mediterráneos de 2005, celebrados en la ciudad. Sin embargo, no fue sino hasta el 14 de diciembre de 2006 cuando se pudieron dar por concluidas las obras.
A finales de 2012 se tuvo que cerrar temporalmente el lugar para solucionar ciertos problemas con las salidas de emergencia y arreglar las filtraciones de humedad que se producían, manteniendo cerrados los refugios durante dos meses, hasta principios de 2013.

## Diseño

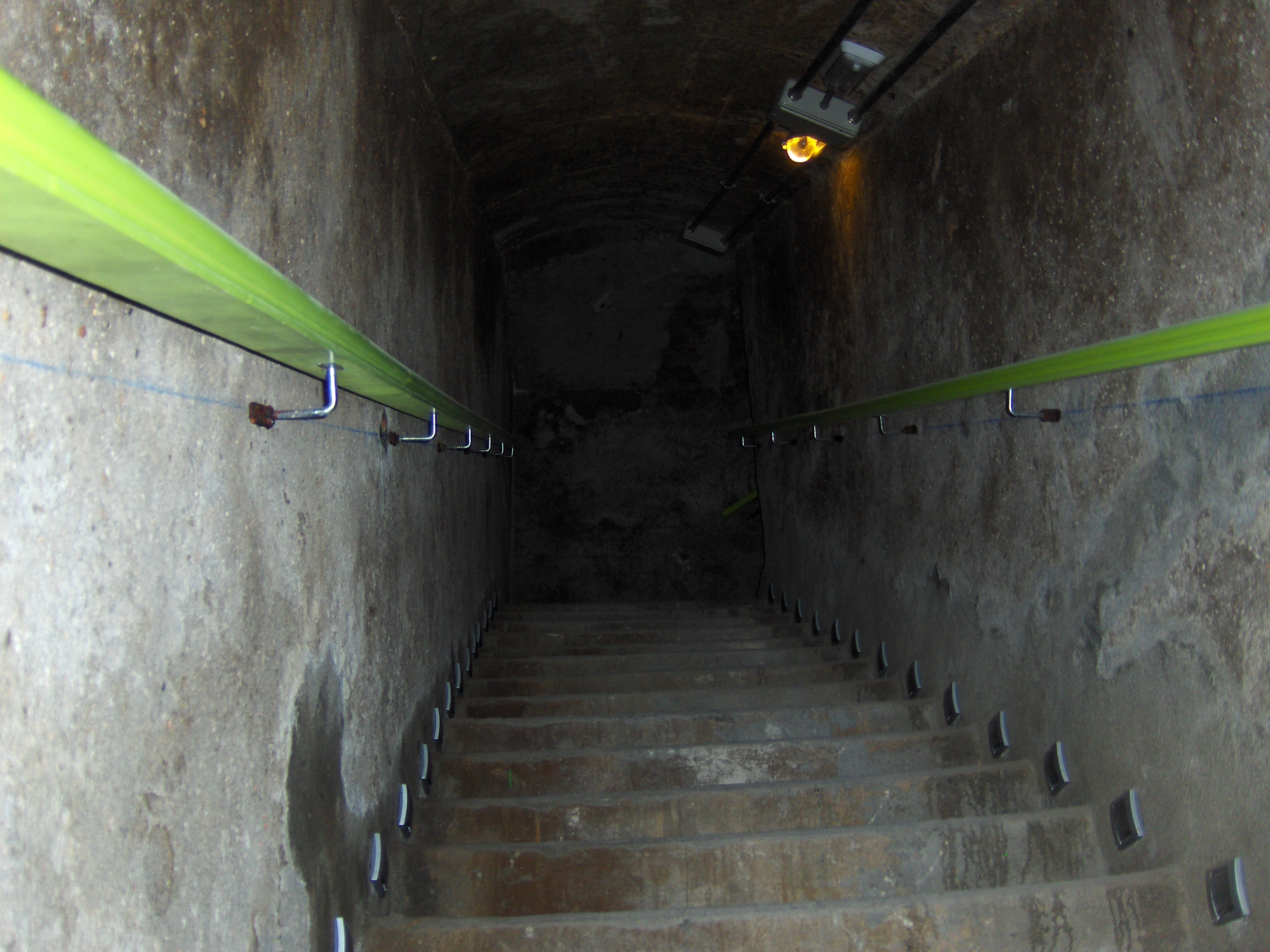
Escalera ascendente desde los refugios antiaéreos.

A pesar de que la longitud total de todos ellos supere los cuatro kilómetros y medio, no todos están interconectados, y hoy, solo el más largo está abierto al público, situado bajo el Paseo de Almería. Están construidos a una profundidad media de 9 metros bajo la superficie, con las secciones más bajas incluso bajo el nivel del mar, por lo que hay algunas paredes en las que se ven las filtraciones con salitre. Existen galerías para refugiarse propiamente, de dos metros de anchura; y galerías de conexión, que eran más estrechas. Las escaleras tienen alrededor de 1,3 metros de ancho y todas tienen forma de L. Todas las galerías y salas tienen bóveda de cañón, estando todas las paredes cubiertas por una capa de hormigón ciclópeo de 60 centímetros. Los bancos laterales corridos que han perdurado hasta hoy se añadieron en 1939, ya que se presentaba la situación de que muchos ciudadanos llevaban sus propias sillas para pasar el tiempo más cómodamente, obstaculizando el paso de gente y ocupando mucho espacio. La longitud total fue calculada con base en una ocupación de 4 personas por metro cuadrado, que finalmente tuvo que aumentarse a 6 por lo apremiante de la situación.
La ventilación del lugar, forzada pero natural, fue confiada a una serie de tubos de uralita de 100 milímetros de diámetro, cercanos a las bocas de entrada, y que salían hasta la superficie. Estos no se colocaban directamente encima de la galería principal, sino en pasillos secundarios que no se utilizaban para las personas para evitar que restos de explosiones o granadas de mano cayeran directamente sobre la población refugiada.
La iluminación corría a cargo de unos hilos de cobre paralelos montados sobre la clave de la bóveda en soportes aislantes de madera o cerámica. Se hacía uso de bombillas de 15 o 25 vatios de potencia para limitar la visibilidad desde el exterior. Los principales refugios contaban con generadores autónomos para su uso en caso de emergencia.
En total, existen 67 entradas al refugio principal, siendo el total mayor al centenar según los mapas (algunas fuentes las cifran en, exactamente, 101), aunque muchas de estas entradas fueron selladas al dejar de ser útiles. Algunas iglesias, como las de San Pedro o San Sebastián, también contaban con accesos particulares. Se intentaba que no hubiera más de 100 metros hasta una entrada desde cualquier punto de la ciudad.

## Capacidad

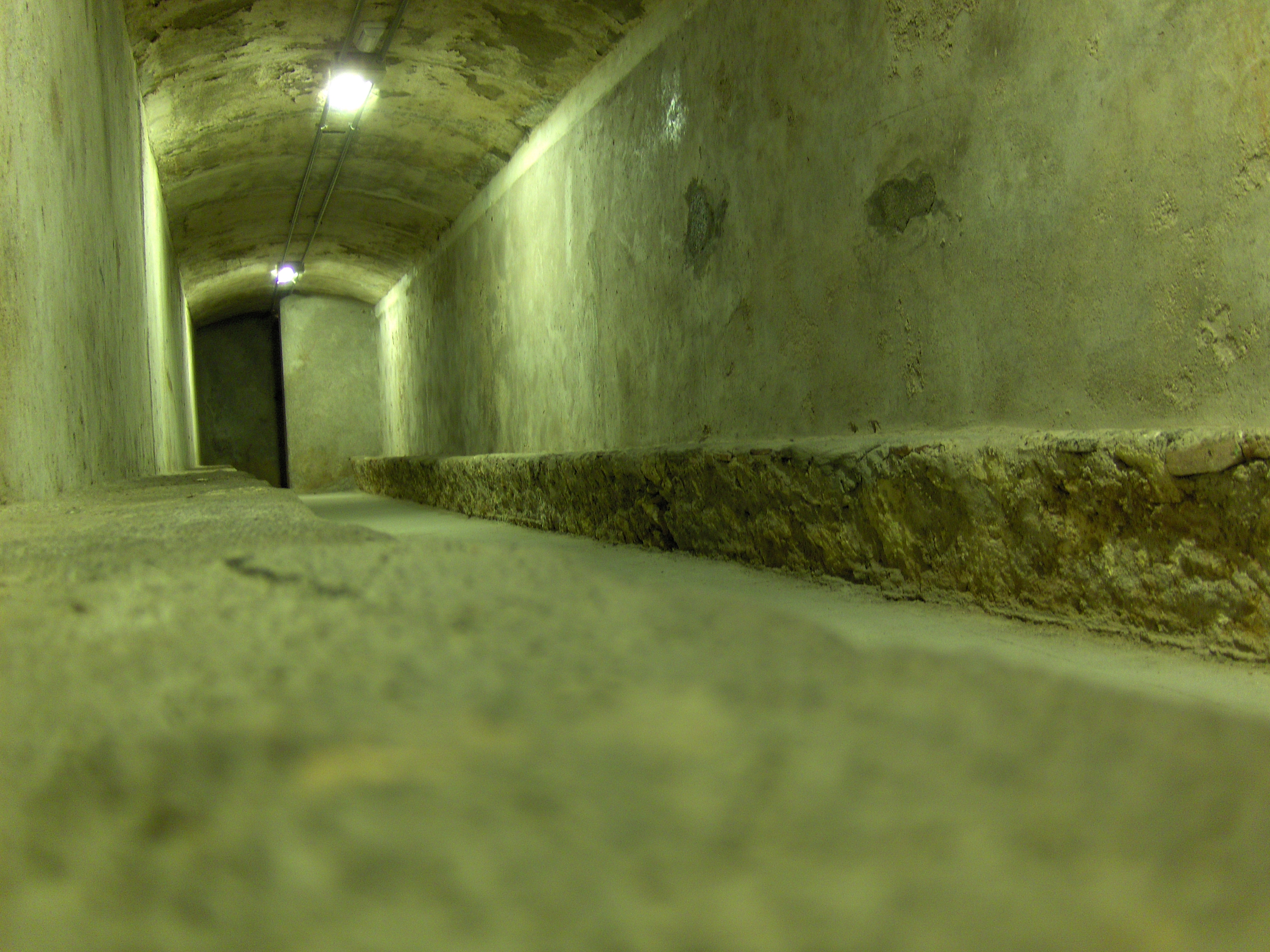
Vista del interior de las galerías.

La capacidad de estos refugios fue calculada al inicio de los bombardeos. En la ciudad de Almería, antes de la construcción de estos refugios, la población se escondía de los ataques aéreos en los depósitos de mineral de hierro de la Compañía Andaluza de Minas, la Cueva de las Mellizas, con capacidad para 3000 personas; las cuevas-viviendas de los barrios pobres, en las que se escondían hasta 6000 personas; y los sótanos de algunas edificaciones particulares, que también se sometieron a una adecuación para este uso. A dichas cuevas y minas se les estimaba una capacidad de 12 000 personas, por lo que estos refugios debían ser capaces de dar cobijo al resto de los ciudadanos. Poco antes de comenzar la guerra civil española se estimaban en 52 000 las personas que vivían en Almería, por lo que Guillermo Langle planeó estos pasadizos para unas 40 000 personas.

## Alacena
La zona de mayor profundidad con respecto a la superficie corresponde a la alacena, una sala situada a unos 16 metros de profundidad en una zona muy cercana al Mercado Central de Almería; además, tenía conexión con este. En esta sala se almacenaba comida para posibles ataques de larga duración que, afortunadamente, nunca sucedieron. Se planeó que hubiera una salida directa al mercado para poder ir con rapidez a recoger comida de allí que, posteriormente, sería racionada entre los refugiados.

## Refugios particulares
Unidos a la red pública de refugios existían dos refugios privados que a su vez servían de entrada a la red pública para terceras personas. Se construyeron otros muchos refugios privados -familiares o comunitarios- pero desconectados de la red principal. Estos refugios se situaban bajo las viviendas de los propietarios y quedaban separados de la red mediante una verja metálica hoy desaparecida quedando solo algunos restos.
Se atribuye al arquitecto Guillermo Langle la propiedad de uno de estos dos refugios conectados, pero está documentado que no solo no es así sino que el propio Langle cambió su residencia a la cercana población de Pechina durante la guerra desde la cual se trasladaba a diario a la capital.

## Quirófano

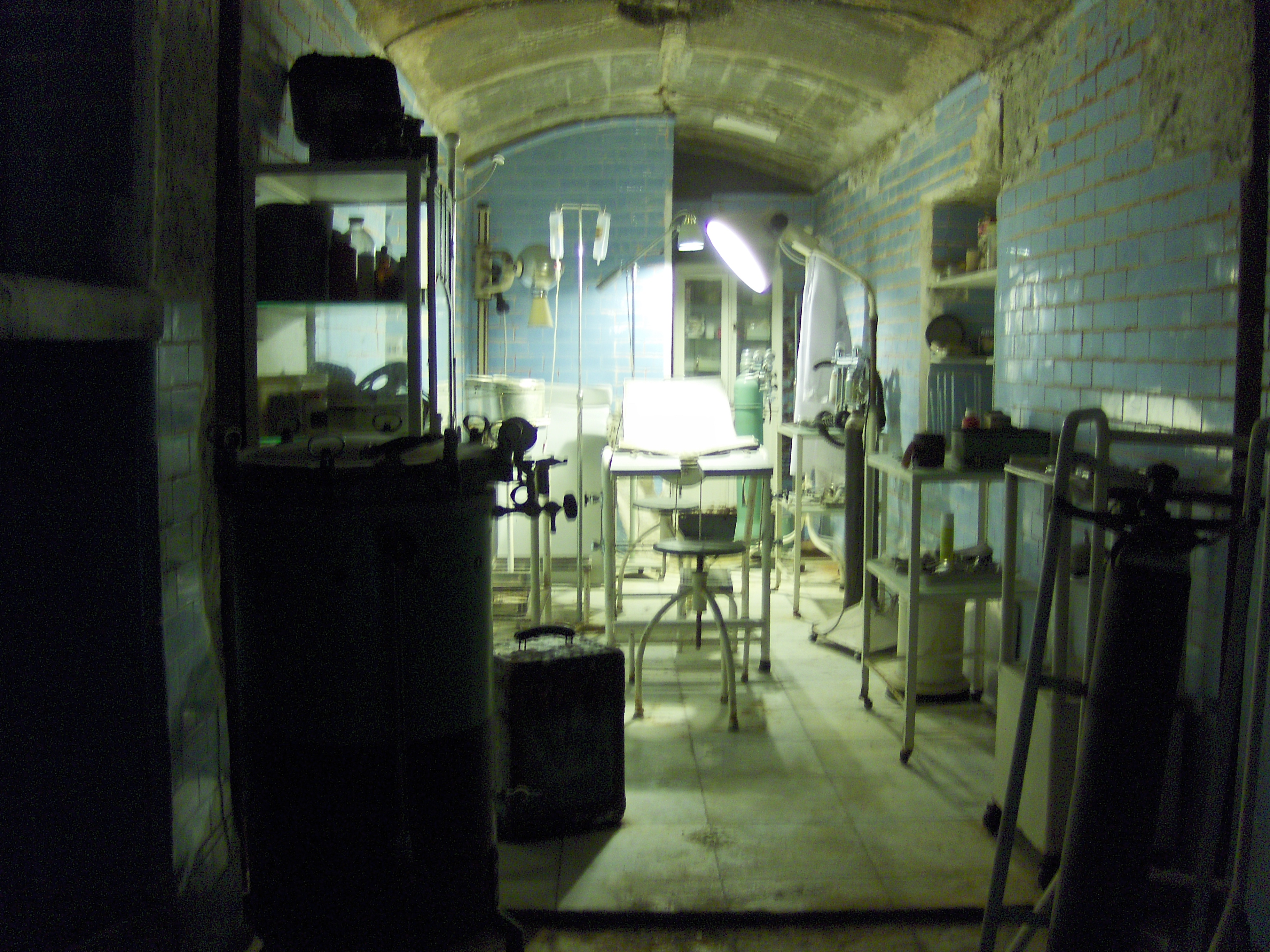
Vista del quirófano.

Los refugios subterráneos cuentan con un quirófano, aunque este no fue construido hasta 1938, poco después de la llegada de los supervivientes de la masacre de la carretera Málaga-Almería. Debido a este suceso, totalmente imprevisto, se creó la Delegación de Evacuación, bajo la cual se creó una nueva galería que la comunicara con los refugios, en la cual se instaló el quirófano. A diferencia del resto de los refugios, el quirófano estaba pavimentado con baldosas de mármol, traído de las canteras de Macael. Contaba también con un sistema de combustión de generación de electricidad propio, independiente del cableado general, que se desconectaba durante los bombardeos; salas de espera y de curas y botiquín con lavabo.
El material que se ha instalado en el lugar para la musealización no se encontraba aquí originalmente, sino que fue donado, al igual que la mayoría de los objetos utilizados para su decoración, por gente local. Fue el doctor Eusebio Álvaro el que donó todo el instrumental médico que hoy se expone, procedente del año 1941.
Cuenta con una pequeña sala de espera pavimentada con baldosas ajedrezadas en gris y negro de mármol de Macael, además de bancos corridos también cubiertos de baldosas y paredes estucadas de color ocre y rosado, imitando ladrillos colocados al tresbolillo.

## Garabatos

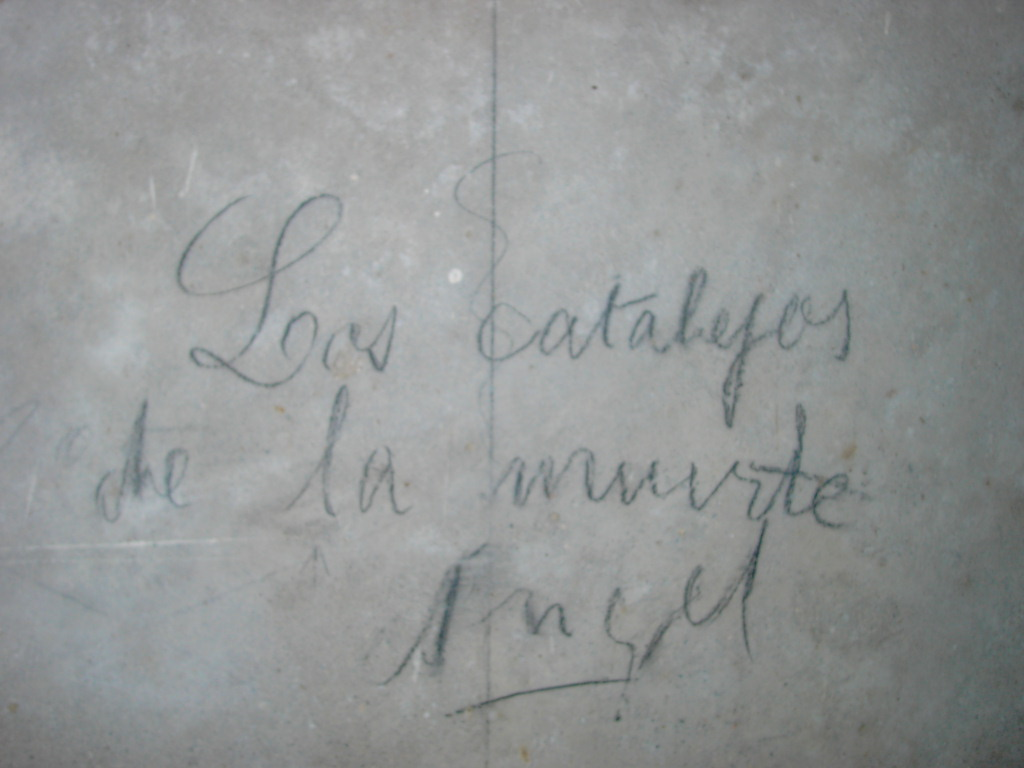
Pintada en la pared de los refugios.

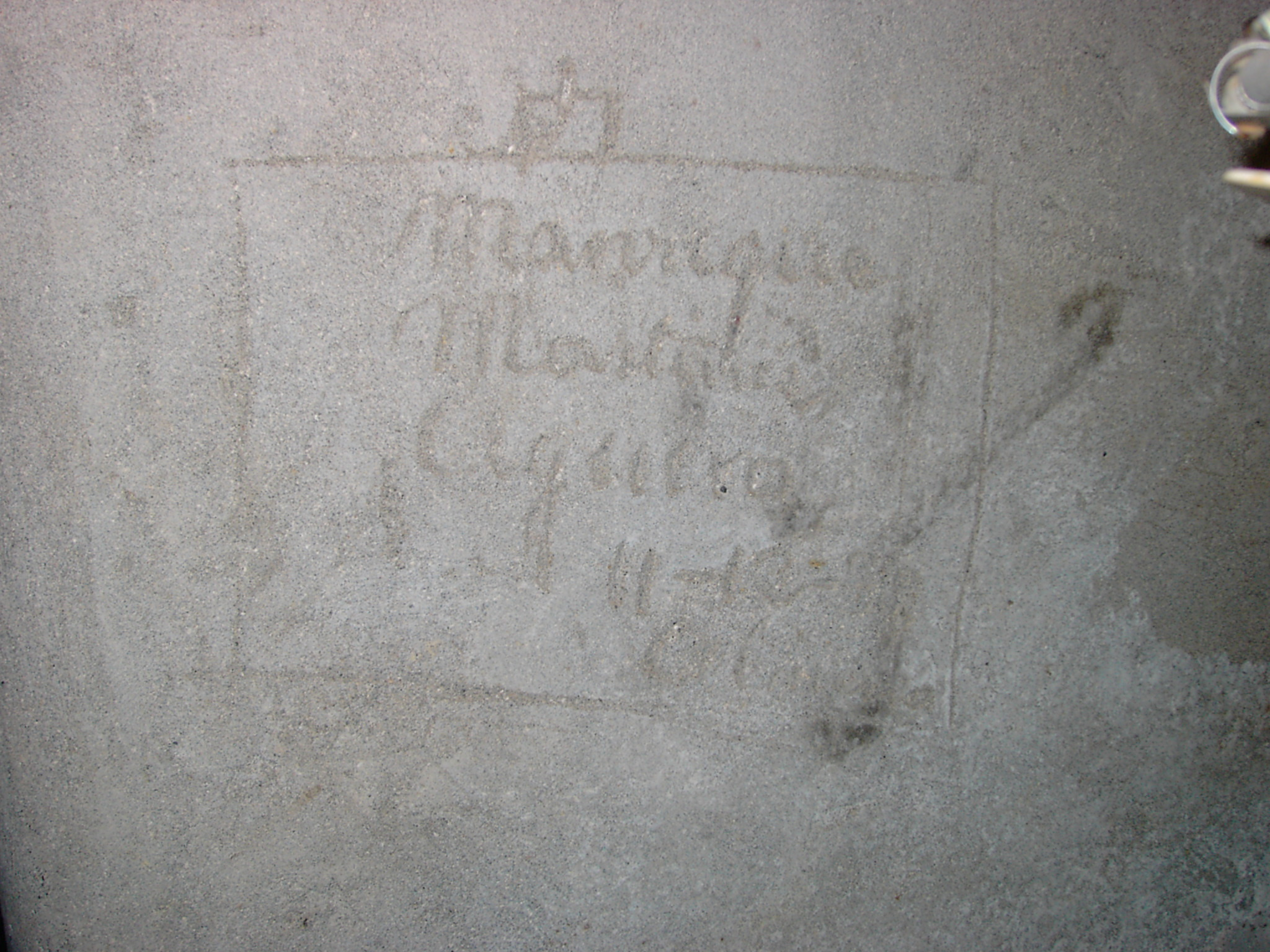
Pintada en la pared de los refugios.

Las paredes de estos refugios están salpicadas por garabatos y grabados, realizados a mano alzada mientras el cemento seguía húmedo o mediante instrumentos punzantes una vez estaba ya seco. La mayoría son presumiblemente de niños, que escenificaban aviones, barcos y bombas cayendo desde el cielo. También hay una en buen estado de conservación dejada durante la construcción de un contrafuerte en la que se puede leer: 

Manrique
Martínez
Agüero
11-12-38

Se conoce la originalidad de esta inscripción al reconocer una chica que visitaba los refugios, el nombre de su tío. Sin embargo, según los propios guías del lugar indican que algunas otras de estas huellas no datan de tiempo de guerra, sino que son posteriores.[cita requerida]

## Otros usos

### Quioscos
Una vez acabada la guerra, en diciembre de 1939, el gobierno decidió sellar las entradas a los principales refugios para evitar su uso por vagabundos y ser foco de plagas o infecciones. Para ello, se cegaron las bocas de acceso principales con una serie de quioscos de diseño racionalista, obra también del arquitecto Guillermo Langle. Aún hoy, algunos de ellos siguen en pie, y forman parte del resto del mobiliario urbano. Se pueden contemplar, aunque algunos bastante reformados, en la plaza Urrutia, en la plaza Conde Ofalia o en la plaza Virgen del Mar, entre otros.
Si hoy entráramos en esos quioscos, encontraríamos una trampilla en el suelo, originalmente de madera, que cubre el acceso mediante escaleras a los refugios.

### Atracción cultural y turística

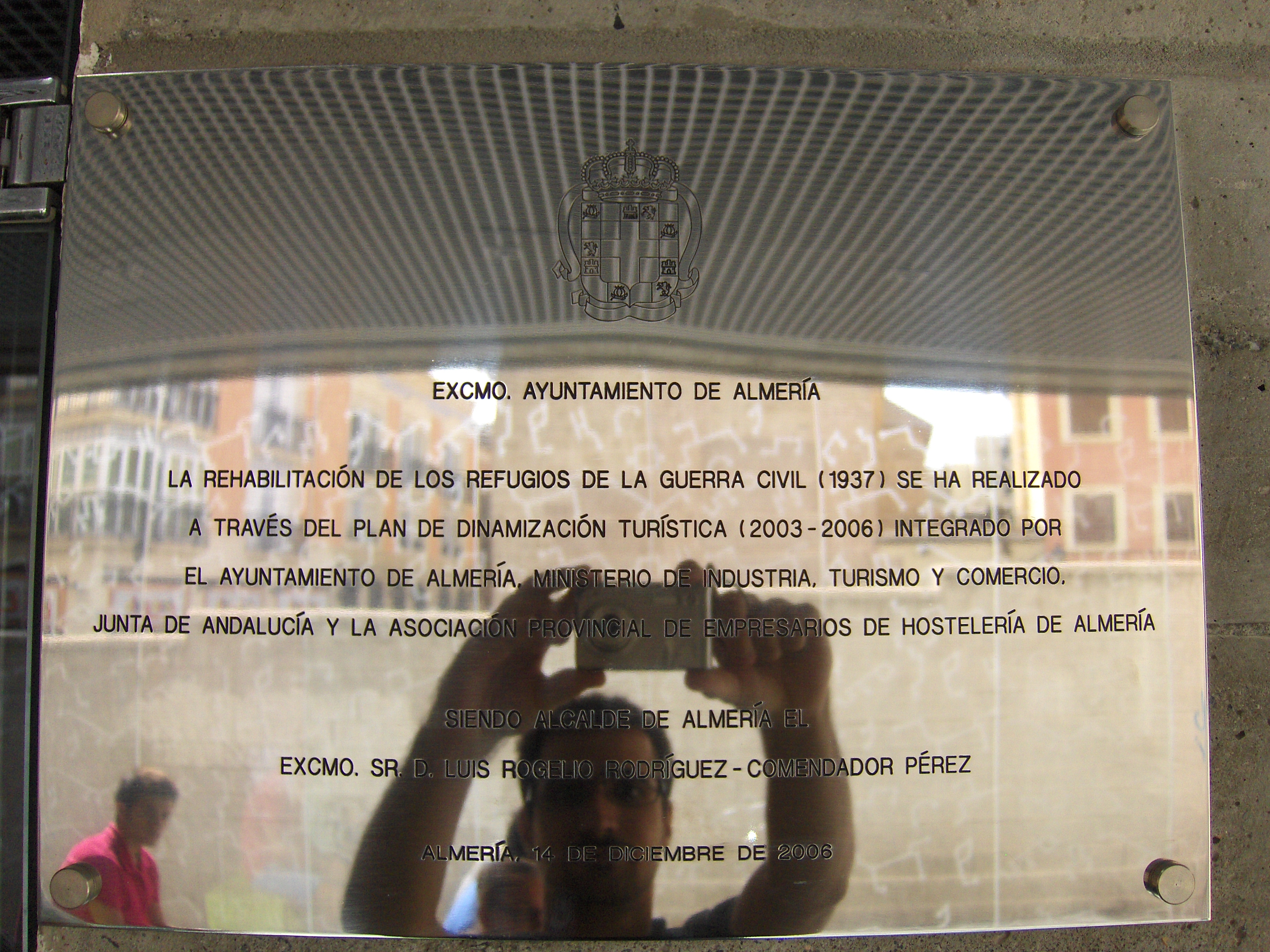
Placa conmemorativa de la inauguración.

Este monumento fue abierto al público el día 14 de diciembre de 2006. Dado su carácter subterráneo, laberíntico y cerrado, solo hay visitas guiadas, en grupos de un máximo de 30 personas. El recorrido está adaptado para personas que usen silla de ruedas.
De los 4 kilómetros y medio que fueron construidos, se ha recuperado casi 1 kilómetro, que es recorrido por las visitas guiadas. En este recorrido se pueden contemplar además un refugio particular, el quirófano, el almacén despensa y las interconexiones con otros túneles. A finales de 2012 fueron cerrados durante dos meses para mejorar las instalaciones, que se habían degradado debido a la afluencia de visitantes, obra que contó con una inversión de 100 000 €.
Durante los meses de julio y agosto de 2013, este atractivo turístico recibió a un total de 2685 visitantes, siendo el tercer espacio cultural con mayor afluencia de visitantes de la ciudad.
A diferencia de otros refugios de la misma época, como los de Cartagena, Barcelona o Jaén, estos han llegado prácticamente intactos hasta nuestros días. Otros refugios de gran importancia a nivel europeo, como los de Londres o Berlín, solo han sido recuperados en pequeñas extensiones.

### Escenario de películas
Estos refugios han servido como lugar de desarrollo de un filme de terror, dirigido por Xavier Cruzado, estrenado en 2014, llamado Al sur de Guernica.